# Niulakita
Niulakita je nejmenší a nejjižnější ostrov Tuvalu. Má délku přibližně 1 km a jeho tvar je vejčitý. Podle sčítání obyvatelstva v roce 2002 zde žilo 35 obyvatel.
Ostrov byl dlouhou dobu neobydlen, avšak v roce 1949 se na Niulakitu přestěhovala skupina obyvatel z přelidněného ostrova Niutao. Od té doby zde trvale žije malá komunita.
Na Niulakitě se nacházejí čtyři malé vodní nádrže či jezera a jedna vesnice. Obživa místních obyvatel je založena především na rybolovu a drobném zemědělství.